# كلاري جوردون
كلاري جوردون (بالإنجليزية: Clarrie Gordon)‏ (9 مارس 1917 – 19 نوفمبر 1983) هو ملاكم نيوزيلندي راحل، مثّل بلاده في الألعاب الأولمبية الصيفية 1936.

## روابط خارجية
كلاري جوردون على موقع بوكس ريك (الإنجليزية) (registration required)
- كلاري جوردون على موقع أوليمبيديا (الإنجليزية)
- كلاري جوردون على موقع اللجنة الأولمبية النيوزيلندية (الإنجليزية)